# SUSE Linux Enterprise
SUSE Linux Enterprise (SLE) là một bản phân phối Linux phát triển bởi SUSE. Nó có hai phiên bản khác nhau là phiên bản SLE Server được thiết kế hướng đến máy chủ, máy tính lớn và workstation và phiên bản SLE Desktop hướng đến desktop. Các phiên bản chính của bản Server được phát hành trong khoảng thời gian 3-4 năm, trong khi của bản Desktop là 24-36 tháng ngời ra còn có các phiên bản nhỏ (được gọi là "Service Packs") được phát hành khoảng 12 tháng một lần cho bản Server và 9-12 tháng một lần cho bản Desktop. Các sản phẩm SUSE Linux Enterprise nhận được thử nghiệm mạnh mẽ hơn sản phẩm cộng đồng openSUSE, với mục tiêu chỉ các phiên bản hoàn thiện, ổn định của các thành phần được bao gồm sẽ chuyển qua SLE được phát hành.
Phiên bản mới nhất hiện tại là SUSE Linux Enterprise 15 ở cả hai phiên bản Desktop và Server.

## Lịch sử

### SUSE Linux Enterprise Server
SUSE Linux Enterprise Server (SLES) được phát triển dựa trên SUSE Linux bởi một nhóm nhỏ dẫn đầu bởi Josué Mejía và David Áreas với tư cách là nhà phát triển chính được Joachim Schröder hỗ trợ. Nó được phát hành lần đầu tiên vào ngày 31/10/2000 dưới dạng phiên bản dành cho các máy tính lớn IBM S/390. tháng 12 năm 2000, khách hàng doanh nghiệp đầu tiên (Telia) đã được công khai. Tháng 4 năm 2001, SLES đầu tiên cho x86 đã được phát hành.
SLES version 9 được phát hành vào tháng 8 năm 2004. Service Pack 4 được phát hành vào tháng 12 năm 2007.Nó được hỗ trợ bởi các nhà cung cấp phần cứng bao gồm IBM, HP, Sun Microsystems, Dell, SGI, Lenovo, và Fujitsu Siemens Computers.
SUSE Linux Enterprise Server 10 được phát hành vào tháng 7 năm 2006, và cũng được hỗ trợ bởi các nhà cung cấp phần cứng lớn. Service pack 4 được phát hành vào tháng 4 năm 2011. SLES 10 đã chia sẻ một cơ sở mã chung với SUSE Linux Enterprise Desktop 10—phân phối máy tính để bàn của Novell cho doanh nghiệp sử dụng và các sản phẩm SUSE Linux Enterprise khác.
SUSE Linux Enterprise Server 11được phát hành vào ngày 24 tháng 3 năm 2009  và bao gồm Linux kernel 2.6.27, Oracle Cluster File System Release 2, hỗ trợ giao thức giao tiếp cụm [./https://en.wikipedia.org/wiki/OpenAIS OpenAIS]  cho các cụm máy chủ và lưu trữ, và Mono 2.0. SLES 11 SP1 (phát hành tháng 5/2010) đã khởi động lại phiên bản kernel thành 2.6.32. Tháng 2/2012, SLES 11 SP2 được phát hành, dựa trên phiên bản kernel 3.0.10. SLES 11 SP2 bao gồm tính năng Consistent Network Device Naming cho máy chủ Dell.
SUSE Linux Enterprise Server 12 beta có sẵn ngày 25/2/2014, và phiên bản chính thức phát hành ngày 27 tháng 10 năm 2014. SLES 12 SP1 được phát hành vào ngày 18 tháng 12 năm 2015. SP1 bổ sung Docker, Shibboleth, Network Teaming, và JeOS. SP2 được phát hành ngày 11 tháng 11 năm 2016. SP3 được phát hành vào ngày 7 tháng 9 năm 2017.
Phiên bản SUSE Linux Enterprise Server 15 beta đầu tiên được phát hành vào ngày 18 tháng 10 năm 2017, và phiên bản chính thức được phát hành vào ngày 16 tháng 7 năm 2018.